# Синхронизатор (автомобиль)

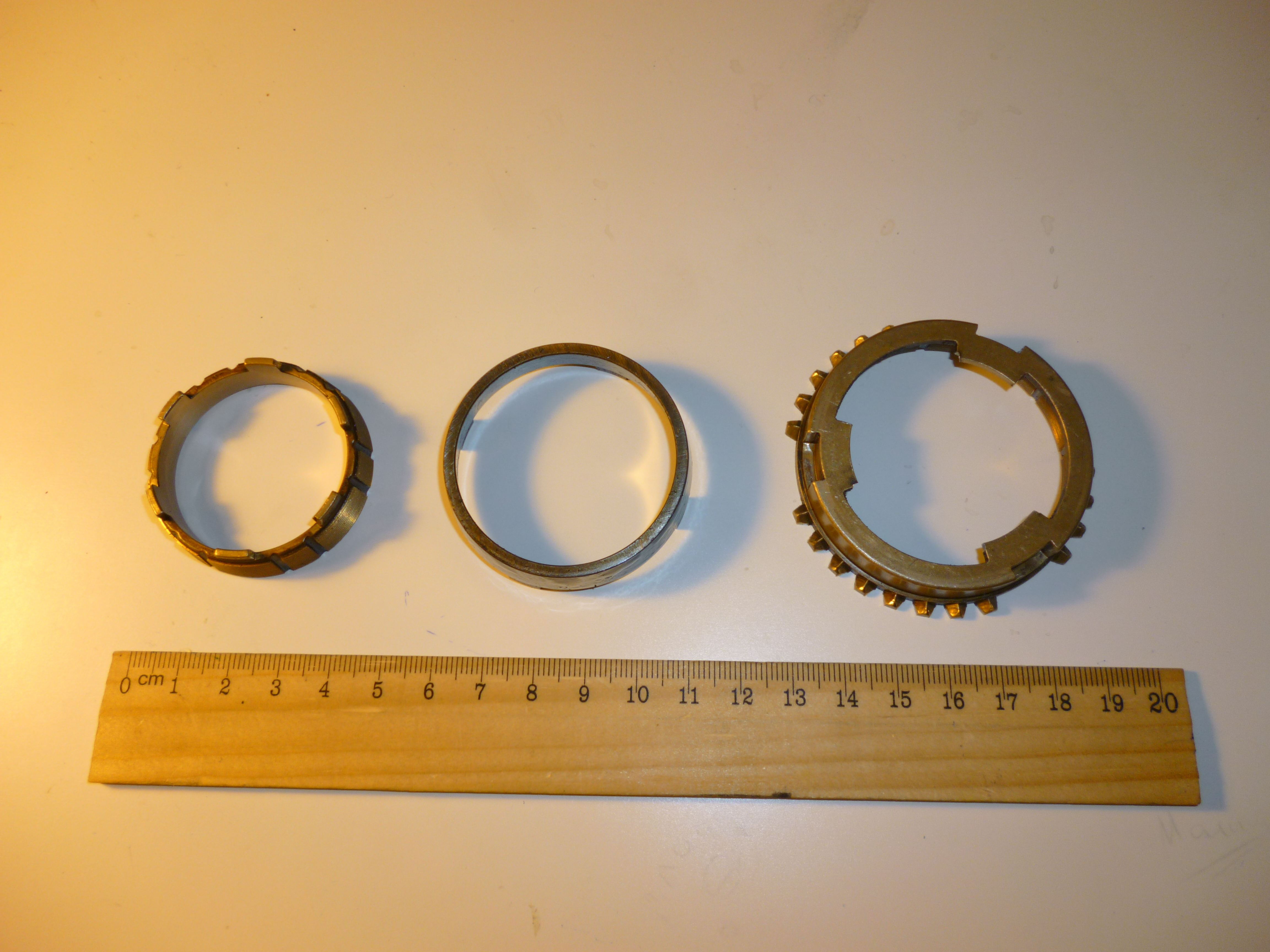
Трёхсоставной бронзовый конический синхронизатор на примере МКП Suzuki Wagon R.

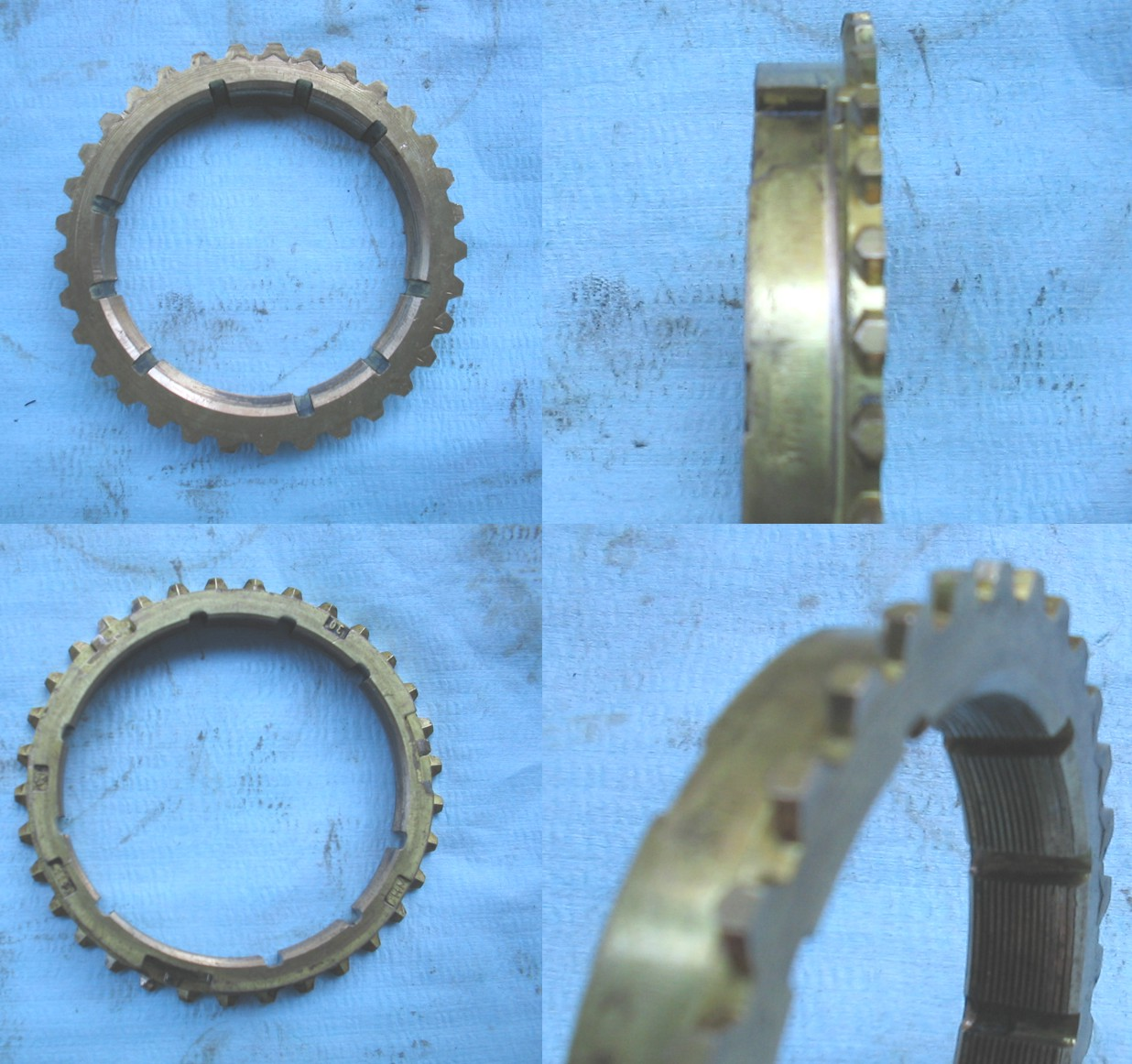
Односоставной бронзовый конический синхронизатор

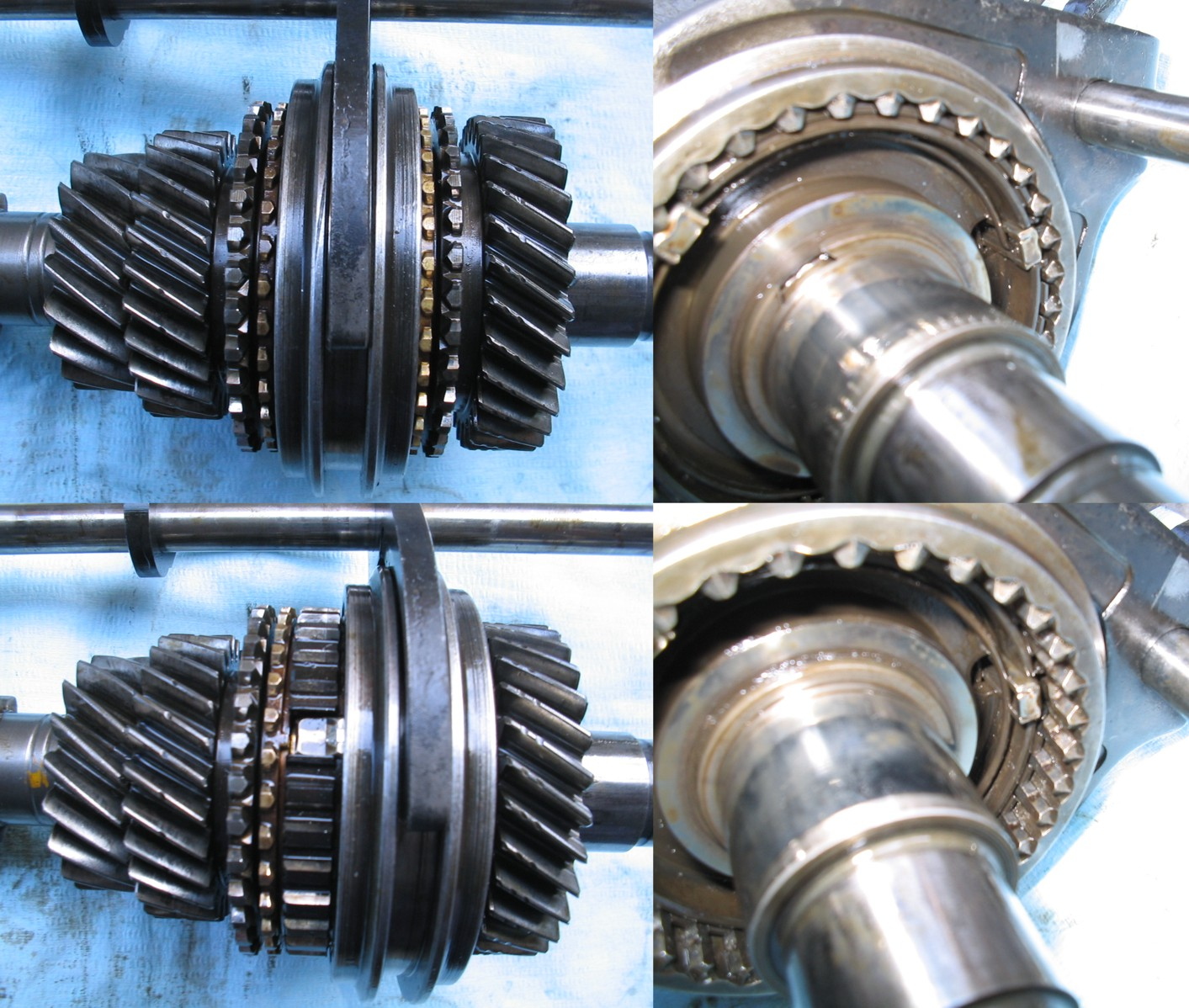
Простейший конусный синхронизатор (типа Borg-Warner) представляет собой бронзовое блокирующее кольцо, расположенное на валу между зубчатым венцом шестерни соответствующей передачи и скользящей муфтой включения. Кольцо имеет внутреннюю коническую поверхность, обращённую в сторону шестерни, и зубчатый венец, обращённый в сторону муфты. На конической поверхности выполнена резьба, предназначенная для прорезания масляной плёнки. Материал блокирующего кольца отличается износостойкостью и высоким коэффициентом трения. Оно соединено со скользящей муфтой при помощи сухарей таким образом, что её перемещение вдоль вала вызывает перемещение соответствующего блокирующего кольца в том же направлении.

Синхронизатор — элемент конструкции коробок передач механической схемы на валах и шестернях постоянного зацепления, предназначенный для синхронизации угловых скоростей блокировочной муфты и шестерни при включении передачи. Является составной частью блокировочной муфты. Не обязательный элемент конструкции, и принципиальная работа коробок передач вышеупомянутой механической схемы возможна и без синхронизаторов.

## Как это работает

ПРИНЦИП РАБОТЫ УСЛОВНОГО СИНХРОНИЗАТОРА
В данном случае выравнивание скоростей муфты и шестерни осуществляется за счёт взаимодействия двух конических поверхностей, но детали устройства на картинке отличаются от фактического исполнения синхронизаторов.
1 — нейтральное положение муфты;
2 — начало переключения, момент выравнивания угловых скоростей муфты (вращающейся вместе с валом) и шестерни (свободно установленной на валу) за счёт трения конических поверхностей друг о друга;
3 — блокировка муфтой шестерни, передача включена, шестерня и муфта вращаются как единой целое.

## Реализация
Распространение получили две принципиальные конструкции синхронизаторов: с промежуточным коническим отдельным бронзовым кольцом (пример — ВАЗ-2108), и с коническим бронзовым кольцом, подвижно закреплённым на муфте (пример — ЗИЛ-130).
Независимо от конкретной конструкции синхронизатора торец шестерни имеет наружную коническую поверхность, а кольцо синхронизатора имеет внутреннюю коническую поверхность. При движении муфты к шестерне муфта сначала прижимает бронзовое кольцо синхронизатора к конической поверхности зубчатого колеса. За счёт возникающей в этом месте силы трения зубчатое колесо начинает притормаживаться (или наоборот, разгоняться, если оно вращалось медленнее муфты), и в конце концов их угловые скорости уравниваются. Теперь, когда в подвижной системе координат зубчатое колесо, кольцо синхронизатора и муфта становятся неподвижны относительно друг друга, условие для безударного соединения муфты и зубчатого колеса является выполненным. Далее муфта продолжает движение вперёд и осуществляет сцепление с зубчатым колесом с помощью зубчатых венцов — на ней и на колесе.
Слабым местом любого синхронизатора является значительная сила трения на сравнительно малой площади конусной поверхности бронзового кольца, что вызывает его износ. Для увеличения срока службы колец их часто делают состоящими из двух или трёх бронзовых конусов.

## Наличие синхронизаторов в современных коробках передач
- В механической коробке передач на валах и шестернях постоянного зацепления синхронизаторы могут присутствовать на всех передачах КП, только на передачах переднего хода, только на нескольких передачах переднего хода, только на демультипликаторе, или отсутствовать вообще. С точки зрения применения синхронизаторов каждая МКП уникальна, хотя на современных МКП дорожных легковых автомобилей синхронизаторы гарантированно есть на каждой передаче переднего хода[источник не указан 281 день];
- В роботизированных коробках передач с одним сцеплением синхронизаторы применяются аналогично МКП — то есть, в каждой КП по-своему;
- В коробках передач с двойным сцеплением синхронизаторы обязательно должны быть на каждой передаче, так как их отсутствие не позволит такой КП работать принципиально;
- В планетарных коробках передач функцию синхронизаторов выполняют фрикционные управляющие элементы гидроподжимных муфт;
- В коробках передач на валах и скользящих шестернях синхронизаторов не бывает в принципе.